# Ilir Hoti
Ilir Hoti (ur. 10 maja 1957 w Durrës, zm. 1 marca 2016 tamże) – albański bankier i ekonomista, dyrektor Banku Albanii w latach 1992–1993.

## Życiorys
Ukończył studia na Uniwersytecie Rolniczym w Tiranie.
Od maja 1992 do września 1993 pełnił funkcję dyrektora Banku Albanii. W 1993 roku został aresztowany z powodu podejrzeń o nadużycie władzy, po kilku latach został uniewinniony.
Od 2012 do stycznia 2015 był dziekanem Wydziału Biznesu Uniwersytetu w Durrës, wykładał także na Uniwersytecie Rolniczym w Tiranie jako profesor nadzwyczajny. Zmarł 1 marca 2016 w swoim domu w Durrës z powodu czerniaka.
Znał języki angielski, włoski, francuski i turecki.

## Książki[1]
- Encyclopedic Dictionary Of Banking, Business, Economics, Etc. (2001)
- Financial Management (2009, 2011)
- Risk Management And InsuranceIndustry (2011)